# Rejosolor
Rejosolor is een bestuurslaag in het regentschap Pasuruan van de provincie Oost-Java, Indonesië. Rejosolor telt 3825 inwoners (volkstelling 2010).